# Верхний Куюк
 Ве́рхний Кую́к  (тат. Югары Көек) — село в Атнинском районе Татарстана. Входит в состав Нижнекуюкского сельского поселения.

## Этимология
Топоним произошёл от татарских слов «югары» (верхний) и «көек» (выгоревшее место в лесу, гарь).

## География
Находится на правом притоке реки Уртемка, в 18 км к северо-западу от районного центра — села Большая Атня.

## История
Основано в XVII веке. В исторических документах упоминается также как Малый Куюк, Старый Куюк.
В XVIII — первой половине XIX века жители относились к сословию государственных крестьян. Основные занятия жителей в этот период — земледелие (в начале XX века земельный надел сельской общины составлял 1175 десятин) и скотоводство.
В 1806 году в селе начала действовала мечеть, в 1881 году вновь перестроена, в 1906 году сгорела.
В «Списке населенных мест по сведениям 1859 года», изданном в 1866 году, населённый пункт упомянут как казённая деревня Малый Куюк (Егарь-Куюк) 2-го стана Царёвококшайского уезда Казанской губернии. Располагалась при речке Крюковке и безымянном ключе, по правую сторону транспортного тракта из Казани в Вятскую губернию, в 130 верстах от уездного города Царёвококшайска и в 7 верстах от становой квартиры в казённой деревне Уразлино (Казаклар). В деревне в 97 дворах жили 605 человек (292 мужчины и 313 женщин). Была мечеть.
По сведениям переписи 1897 года, в деревне Куюк Малый (Верхний Куюк) Царёвококшайского уезда Казанской губернии проживали 758 человек (381 мужчина, 377 женщин), из них 748 мусульман.
В начале XX века действовали волостное правление, мечеть, ветряная мельница, кузница, мануфактурная и 2 мелочные лавки. В этот период земельный надел сельской общины составлял 1175 десятин.
В 1907 году построена двухэтажная деревянная мечеть (после революции в здании мечети размещался клуб, с 1973 года — начальная школа и дом механизаторов).
До 1920 года село являлось центром Кулле-Киминской волости Краснококшайского (до 1919 года — Царёвококшайский) уезда Казанской губернии. С 1920 года в составе Арского кантона ТАССР. С 10 августа 1930 года в Тукаевском, с 25 марта 1938 года в Атнинском, с 12 октября 1959 года в Тукаевском, с 1 февраля 1963 года в Арском, с 25 октября 1990 года в Атнинском районах.
В 1931 году в селе организован колхоз, с 2005 года «Агрофирма «Уныш».

## Население
| 1782 | 1859 | 1897 | 1908 | 1920 | 1926 | 1938 | 1949 | 1958 | 1970 | 1979 | 1989 | 2002 | 2010 | 2015 |
| ---- | ---- | ---- | ---- | ---- | ---- | ---- | ---- | ---- | ---- | ---- | ---- | ---- | ---- | ---- |
| 35   | 605  | 748  | 966  | 994  | 1005 | 1022 | 764  | 620  | 622  | 617  | 367  | 286  | 261  | 239  |

.
Национальный состав села — татары.

## Экономика
Жители работают в «Агрофирме «Уныш», занимаются полеводством, растениеводством, мясо-молочным скотоводством.

## Инфраструктура
Сельский клуб, фельдшерско-акушерский пункт, библиотека, детский сад (с 1993 г.).

## Религия
Мечеть (с 1996 г.).

## Известные люди
- Н. Б. Бариев (1919—1998) — Герой Социалистического Труда, председатель колхоза «Урняк» (в 1952–1971 гг.), депутат Верховного Совета РСФСР (в 1963–1967 гг.)
- Ф. Т. Тахавиев (1930—1999) — бригадир лесозаготовительной бригады, Герой Социалистического Труда, лауреат Государственной премии СССР.